# Лере (Доња Саксонија)
Лере (њем. Lehre) град је у њемачкој савезној држави Доња Саксонија. Једно је од 26 општинских средишта округа Хелмштет. Према процјени из 2010. у граду је живјело 11.657 становника. Посједује регионалну шифру (AGS) 3154014.

## Географски и демографски подаци
Лере се налази у савезној држави Доња Саксонија у округу Хелмштет. Град се налази на надморској висини од 80 метара. Површина општине износи 71,6 km². У самом граду је, према процјени из 2010. године, живјело 11.657 становника. Просјечна густина становништва износи 163 становника/km².